# اونترکاکا
اونترکاکا (به آلمانی: Unterkaka) یک منطقهٔ مسکونی در آلمان است که در ماینوه واقع شده‌است. اونترکاکا ۳۰۸ نفر جمعیت دارد.